# 竇鞏
竇 鞏（とう きょう、生没年不詳）は、唐代の官僚・詩人。字は友封。本貫は京兆府金城県。兄は竇常・竇牟・竇羣・竇庠。

## 経歴
代宗朝の左拾遺の竇叔向の子として生まれた。同昌郡司馬の竇亶の孫にあたる。元和2年（807年）、進士に及第した。袁滋が滑州に駐屯すると、竇鞏は召し出されて従事となった。袁滋が荊州や襄州に移駐すると、竇鞏はいずれも従って、記録の事務を管掌した。平盧節度観察等使の薛平に召し出されて平盧節度副使となった。長安に入朝して、侍御史に任じられ、司勲員外郎・刑部郎中を歴任した。元稹が浙東観察使となると、竇鞏は浙東観察副使・検校秘書少監となり、御史中丞を兼ねた。元稹が鄂州に移駐すると、竇鞏はこれに従った。竇鞏は五言詩を作ることができ、兄の竇牟とともにその詩が称賛された。性格が温厚で、持論を多く語ることができず、士友たちとの議論のさいには、唇が動くものの言葉を発しなかったことから、白居易らに「囁嚅翁」と称された。鄂渚で死去した。享年は60。
男子が6人あり、竇景余と竇師裕が名を知られた。

## 伝記資料
- 『旧唐書』巻155 列伝第105
- 『新唐書』巻175 列伝第100